# Дублинский регламент

Государства, применяющие дублинские правила и документы
Дублинский регламент
Соглашение ЕС-Дания
государства вне ЕС с соглашением о применении положений документов

Дублинский регламент (англ. Dublin Regulation), регламент № 604/2013 (англ. Regulation No. 604/2013, англ. Dublin III Regulation) — часть права Европейского союза, которая определяет, какое государство-член ЕС несет ответственность за рассмотрение ходатайства просителей убежища, ищущих международной защиты в соответствии с Женевской конвенцией и директивой ЕС о процессе отбора (англ. EU Qualification Directive). Это базовая система Дублинской системы, которая состоит, собственно из Дублинского регламента и Правил дактилоскопирования (англ. European Dactyloscopy, EuroDac). Закон № 604/2013 нацелен на «быстрое определение государства-члена, ответственного за рассмотрение требования о предоставлении убежища», и предусматривает передачу просителя убежища в это государство-член. В большинстве случаев ответственным государством-членом будет государство, через которое проситель убежища впервые въехал в ЕС.

## История
Дублинская система берет начало с принятия Дублинской конвенции, утвержденной 1 июня 1990 в Дублине. Однако конвенция вступила в силу только с 1 сентября 1997 года в Бельгии, Дании, Франции, Германии, Греции, Ирландии, Италии, Люксембурге, Нидерландах, Португалии, Испании и Великобритании. С 1 октября 1997 года вступила в силу в Австрии и Швеции. С 1 января 1998 года вступила в силу в Финляндии. Конвенция позже стала иметь юридическую силу для двух государств, не являющихся членами ЕС (Исландия, Норвегия)..
Регламент Дублин II был принят в 2003 году, заменив Дублинскую конвенцию во всех государствах-членах ЕС, кроме Дании, которая отказалась принимать документ. В 2006 году Дания все-таки подписала Дублин II, и документ стал иметь в ней юридическую силу. Отдельным протоколом Дания подписала соглашение о применении Дублин II с Норвегией и Исландией в 2006 году. Положения Дублин II также были продлены по договору с государствами-нечленами Швейцарии 1 марта 2008 года и Лихтенштейном.
3 декабря 2008 года Европейская комиссия предложила внести поправки в Дублинское регулирование, создав возможность реформирования Дублинской системы.
Регламент Дублин III (№ 604/2013) был утвержден в июне 2013 года, заменив Регламент Дублина II и распространяется на все государства-члены, кроме Дании. Он основан на том же принципе, что и в предыдущих двух случаях, когда первое государство-член, в котором хранятся отпечатки пальцев или подано заявление о предоставлении убежища, несет ответственность за требование лица о предоставлении убежища.
Одной из главных целей Дублинского регламента является предотвращение подачи заявителем заявлений в нескольких государствах-членах. Другая цель заключается в сокращении числа лиц, ищущих убежище являющихся гражданами ЕС, которые перемещаются из государства-члена в государство-член (к примеру гражданин Греции просит убежище в Норвегии, выдавая себя за беженца из Косово). Страна, в которой проситель убежища впервые подает ходатайство о предоставлении убежища, несет ответственность за принятие или отклонение требования, а искатель не может возобновить процесс в другой юрисдикции.

## Критика
По данным Европейского совета по беженцам и изгнанникам (ECRE) и Управления Верховного комиссара ООН по делам беженцев нынешняя система не обеспечивает справедливую и эффективную защиту. Примерно в 2008 году беженцы, перемещённые по Дублин II, не всегда имели доступ к процедуре предоставления убежища.
Вопреки положениям Дублин III, у просителя убежища нет обязательств ходатайствовать о предоставлении убежища в первой стране ЕС, которую они пересекли. Правительства стран не обязаны направлять просителей убежища в первую страну въезда, в положениях прямо указывается, что любой член ЕС может взять на себя ответственность за просителя. К примеру, 24 августа 2015 года Германия решила использовать «положение о суверенитете», чтобы добровольно взять на себя ответственность за обработку заявлений о предоставлении убежища граждан Сирии, даже если она не несет никакой ответственности в соответствии с критериями Регламента (в части если граждане Сирии впервые въехали не в ФРГ, но просят убежище в ФРГ). 2 сентября 2015 года Чешская Республика также решила предложить сирийским беженцам, которые уже подали прошение о предоставлении убежища в других странах ЕС, и которые добираются или находятся в Чехии, подать заявку в Чешской Республике (то есть получить там убежище).